# Carlos Laviada
Carlos Laviada (* 16. Mai 1915 in Mexiko-Stadt; † 1979) war ein mexikanischer Fußballspieler, der in der Verteidigung agierte.

## Biografie
Carlos Laviada begann seine aktive Karriere in der ersten mexikanischen Liga 1933 in Diensten des CF Asturias und kam bereits am 18. März 1934 in einem WM-Qualifikationsspiel gegen Kuba (4:1) zu seinem ersten Länderspieleinsatz.
Zwischen 1934 und 1936 stand er beim asturischen Verein Real Oviedo unter Vertrag. In diesen beiden Spielzeiten kam er zu 12 Einsätzen in der spanischen Primera División, blieb allerdings stets zweite Wahl und schaffte nicht den dauerhaften Sprung in die Stammformation.
Durch den Ausbruch des Spanischen Bürgerkriegs beendete er sein Engagement in Oviedo und ging zurück nach Mexiko, wo er erneut für den CF Asturias spielte, mit dem er den Meistertitel in der Saison 1938/39 gewann.
Anschließend wechselte er zum CF Atlante, mit dem er in der Saison 1940/41 einen weiteren Meistertitel gewann. Mit Beginn der Saison 1941/42 stand Laviada beinahe eine Dekade beim Real Club España unter Vertrag und gewann zwei weitere Meistertitel in den Jahren 1942 und 1945. Als der Real Club España sich zum Saisonende 1949/50 aus der Profiliga zurückzog, beendete der mittlerweile 35-jährige Laviada seine aktive Karriere.
Zwischen September 1937 und September 1949 kam Laviada zu sechs weiteren Einsätzen für die mexikanische Nationalmannschaft, bei denen er stets als Mannschaftskapitän fungierte. Eine Erwähnung verdient noch die Tatsache, dass „el Tri“ alle sieben Spiele gewann, in denen Laviada mitgewirkt hat.
Carlos Laviada blieb dem Fußballsport auch weiterhin erhalten und war unter anderem 1974 Interimspräsident des Mexikanischen Fußballverbandes.

## Erfolge
- Mexikanischer Meister (Amateurära): 1939 (mit Asturias), 1941 (mit Atlante) und 1942 (mit España)
- Mexikanischer Meister (Profiära): 1945 (mit España)
- Mexikanischer Pokalsieger: 1934, 1937 und 1939 (mit Asturias), 1944 (mit España)
- Supercup: 1944 und 1945 (mit España)